# Barnatro (Alfvén)
Barnatro is een compositie van Hugo Alfvén. Het is voor zover bekend in 2012 het eerste werkje van deze Zweedse componist waarbij naast de piano een ander muziekinstrument wordt gebruikt, de menselijke stem. Barnatro is een toonzetting van een gedicht van Zacharias Topelius, tot wie hij zich later vaker zou wenden. Barnatro staat voor het religieuze vertrouwen dat een kind heeft en dat zijn hele leven met zich mee draagt.
Het lied heeft lange tijd in een la gelegen, Alfvén schreef het toen hij 12 was en bestaat uit 23 maten Andante in fis mineur. Het werd in 2006 voor het eerst uitgegeven door de vereniging die de gedachte aan deze componist levend wil houden